# A nagyenyedi két fűzfa (film)
A nagyenyedi két fűzfa Jókai Mór elbeszéléséből 1979-ben készült magyar tévéfilm. A film a Mafilm műtermeiben készült, egyes jeleneteit Kőszegen forgatták.

## A történelmi valóság
1704 virágvasárnapján Rabutin tábornok parancsára Tiege ezredes elpusztította Enyedet, s vele együtt a kollégiumot is. A polgárság nagy része, beleértve a diákokat, az Őrhegyre és a környékbeli erdőkbe menekült. A kollégium diákjai és a városbeli férfiak megtámadták a rablás után visszavonuló osztrák sereget. Az összecsapásban 30 kollégiumi diák esett el, holttestüket a hagyomány szerint a város nyugati részén temették el. A harcban elesett fiatalok emlékére a nagyenyedi Kápolnadombon állítottak emlékművet, az ünnepélyes avatására 1896. május 10-én került sor.

## Történet
|  | Alább a cselekmény részletei következnek! |

Felvinc és Nagyenyed között egy kis hegyi patakon kőhíd ívelt át. A híd mellett kétfelől a patak oldalában két hatalmas, 150 éves fűz állt. A két fához kapcsolódó történet 1704-ben a Rákóczi-szabadságharc idején kezdődött, amikor Nagyenyedet a kurucok és a labancok is gyakran megsarcolták.
A város kollégiumának rektorprofesszora, Tordai Szabó Gerzson békeszerető ember volt, csak a tudományok érdekelték. A lányával, Klárikával kollégium tövében lévő emeletes házban laktak. A tudós professzorhoz csak két kedvenc diákja volt bejáratos: Zetelaky József és Karassiay Áron. József szerelmes lett a szép kisasszonyba. A diákok Héraklész történetét játszották el Áron főszereplésével, utána Istvándy úrral beszélgettek, aki Trajtzigfritzig és csapata közeledéséről és kegyetlenkedéseiről hozott hírt. A nagyenyediek szekereken szállították a főbíró vezetésével a labanc által követelt ételt és bort, de útközben Balika a kurucaival elragadta tőlük az egész szállítmányt.
József gyakran nézte a fizikai szertárból távcsövön Klárikát a kertben. Egyszer szerelmes verset írt a lányhoz, éjszaka a kollégiumi ablakból egy hosszú kötélen lemászott, a költeményt elrejtette a rózsák közé. Ám a kisasszony másnap megmutatta a „versezetet” az édesapjának, aki négyszemközt rápirított a költőre.
A várost nagy veszedelem fenyegette, mivel Trajtzigfritzig főkapitány nem kapta meg a követelt sarcot. A labancvezér követeket küldött, akik megtorlással fenyegették meg a város elöljáróit. A lakosságot értesítették a labancok fenyegetéséről, a vészállapot miatt az emberek elrejtették értékeiket. A kollégium diákjai kardokkal és kopjákkal fegyverkeztek fel, és kérték a rektorukat, hogy a labancok ellen vezesse őket. Szabó Gerzson azonban megtiltotta a diákoknak, hogy fegyvert fogjanak. A professzor a nemes város békés alkudozásaiban bízott, a fegyvereket összeszedték és elzárták. A diákok éjszaka kiszöktek a kollégiumból, és a Maros partján friss fűzfákról vágtak maguknak egy-egy husángot.
A lakosság elhagyta a várost: az asszonyok, gyermekek, öregek a hegyekbe az erdők közé menekültek. A hajadon leányok a református templomba vonultak. Az enyedi főbíró és a rektorprofesszor ment deputációba, ám a martalóchad parancsnokának újabb követelésével tértek haza. A lakosság a béke ígéretére visszatért a házaiba, és hozzáláttak a labancok követeléseinek teljesítéséhez: sütöttek, főztek, kenyeret dagasztottak, csizmát varrtak. A lányok azonban azt kérték a tanácstól, hogy továbbra is a templomban maradhassanak. Éjszaka Klárika felriadt álmából, hangokat hallván felment a templomtoronyba. Onnan látta meg, hogy a labancok orozva közeledtek a város felé, ezért megkondította a súlyos vészharangot, hogy figyelmeztesse az enyedieket. Mire a labancok a városba értek, ismét üresen találtak minden házat. Trajtzigfritzig ekkor parancsot adott, hogy tizenkét helyen fel kell gyújtani a várost. Hamarosan azonban hatalmas felhőszakadás kerekedett, ami rögtön eloltott minden tüzet. A martalócok másnap reggel megalázták az enyedi követeket,  majd arra készültek hogy lefejezik a rektort, fogságba vetik a lányát. A diákok ezt látván nem bírták tovább, és a fűzfadorongjaikkal a labanchadra vetették magukat. A véres harc közben  Trajtzigfritzig magával ragadta Klárikát, és lovon vágtatott ki a városból, Bórembukk a rektort cipelte magával menekülés közben. Zetelaky József Trajtzigfritziggel, Karassiay Áron Bórembukk-kal küzdött meg. A két fűzfadorongot, amellyel a két ellenséget leverték, az eset emlékére letűzték a patak medrébe. Gerzson úr a történtek után megáldotta József és Klárika szerelmét.
|  | Itt a vége a cselekmény részletezésének! |

## Szereplők
- Zetelaky József – Józsa Imre
- Karassiay Áron – Sinkovits-Vitay András
- Klárika – Málnai Zsuzsa
- Trajtzigfritzig – Kézdy György
- Bórembukk – Bencze Ferenc
- Tordai Szabó Gerzson – Szoboszlai Sándor
- Tóth János főbíró – Dánffy Sándor
- Istvándy Sándor – Szerencsi Hugó
- narrátor – Mécs Károly

További szereplők: Ambrus András, Bay Gyula, Bessenyei Emma, F. Nagy Károly, Farkas Endre, Funtek Frigyes, Györffy László, Gyukár Tibor, Hajdú Endre, Kiss Gábor, Kovács Titusz, Lendvai Tamás, Mezey Lajos, Moravetz Levente, Pataki Vilmos, Radnai György, Sarlai Imre, Sebestyén András, Soós László, Szatmári György, Sziki Károly, Tóth Máté.